# B7 (단백질)
B7는 활성화된 항원전달세포(APC)에서 나타나는 주변부 막 단백질로, T 세포의 표면 단백질인 CD28이나 CD152 (CTLA-4)와의 상호작용으로 APC와 T 세포 사이의 MHC-TCR 신호전달을 증가시키거나 감소시키는 공동자극 신호를 만들 수 있다. APC 표면에 존재하는 것 이외에도 T 세포 자체에서도 발견된다.
B7 단백질이 T세포의 CTLA-4에 결합하면 T 세포의 활성을 억제한다.
B7 단백질에는 두 가지 주요 타입이 있다. B7-1(CD80)와 B7-2(CD86)이다. 그러나 그들 사이에 큰 차이가 있는지는 밝혀지지 않았다. CD28과 CTLA-4는 각각 B7-1과 B7-2 모두와 상호작용한다.

## 공동자극
병원균에 대항하는 면역계의 활성 과정에는 여러 단계가 있다. T 세포 수용체는 반드시 주 조직 적합 복합체(MHC)와 상호작용해야 한다. T 세포 표면의 CD4 또는 CD8는 CD3단백질과 복합체를 형성하고 MHC를 인식할 수 있게 된다. 이것은 "신호 1"이라고 불리며 T 세포 활성화에 작용한다.
그러나 MHC와의 결합만으로는 T 세포의 반응을 이끌어 내기에 불충분하다. 사실, 더 이상의 자극 신호가 주어지지 않는다면 T 세포는 아네르기(anergy)에 빠진다. 면역 반응을 계  속 해 나가기 위해 필요한 공동자극 신호는 B7-CD28과 CD40-CD154 상호작용으로부터 온다. 면역 반응에서 기능하는 다른 활성화 신호들도 존재한다. TNF 분자들에서 T 세포 위의 4-1BB (CD137)는 APC위의 4-1BBL와 결합할 수 있다.
B7 (B7-1/B7-2) 단백질은 APC의 표면에 존재하고, T세포 표면의 CD28 수용체와 상호작용한다. 이것은 "신호 2"의 한 기원이다. 사이토카인또한 T 세포 활성화에 작용한다. 이 상호작용은 타겟 T 세포의 생존과 활성화를 촉진하는 연쇄적인 하향 신호를 만든다.
CD28의 폐쇄는 T 세포의 활성화에 효과적이고, 이는 면역계에서 T 세포 활성을 하향조절 하는데에 사용되는 메카니즘이다. T 세포는 표면 단백질 CTLA-4 (CD152) 또한 발현할 수 있는데 이것 또한 B7과 결합할 수 있다. 그러나 이것은 B7과 20배의 친화력을 가지면서도 T 세포 활성화 능력을 갖고 있지 않아 T 세포를 B7 단백질의 신호로부터 차단하여 활성화되지 못하게 한다. CTLA-4-녹아웃 쥐들은 면역 반응을 정지할 수 없고, 치명적인 과량의 림프구 증식이 일어난다.

## 종류
B7 군에는 B7-1과 B7-2 외에도 다음과 같은 단백질들이 있다.
| 명칭  | 대체명                 | 결합하는 것  |
| ----- | ---------------------- | ------------ |
| B7-1  | CD80                   | CD28, CTLA-4 |
| B7-2  | CD86                   | CD28, CTLA-4 |
| B7-DC | PDCD1LG2, PD-L2, CD273 | PD-1         |
| B7-H1 | PD-L1, CD274           | PD-1         |
| B7-H2 |                        | ICOS         |
| B7-H3 | CD276                  |              |
| B7-H4 | VTCN1                  | BTLA         |